# یوگنی پلوتنیکوف
یوگنی پلوتنیکوف (روسی: Евгений Анатольевич Плотников؛ زادهٔ ۶ سپتامبر ۱۹۷۲) بازیکن سابق فوتبال و مربی حرفه‌ای اهل اتحاد جماهیر شوروی سوسیالیستی است. 
وی همچنین در تیم‌های ملی فوتبال زیر ۲۱ سال شوروی و زیر ۲۱ سال روسیه بازی کرده‌است.